# Paraplectra modesta
Paraplectra modesta är en fjärilsart som beskrevs av George Thomas Bethune-Baker 1912. Paraplectra modesta ingår i släktet Paraplectra och familjen snigelspinnare. Inga underarter finns listade i Catalogue of Life.